# كارل إرنست أدولف فون هوف
كارل إرنست أدولف فون هوف (بالألمانية: Karl Ernst Adolf von Hoff)‏ (و. 1771 – 1837 م) هو عالم أحياء، ودبلوماسي، وسياسي، وجيولوجي، وعالم نبات ألماني، ولد في غوتا، كان عضوًا في الأكاديمية الألمانية للعلوم ليوبولدينا، والأكاديمية البافارية للعلوم والعلوم الإنسانية، توفي في غوتا، عن عمر يناهز 66 عاماً.

## التعليم
تعلم في جامعة غوتينغن